# ملعب الجيش البولندي
ملعب الجيش البولندي هو ملعب كرة قدم يقع في وارسو عاصمة بولندا. يسع الملعب لجلوس 31,800 متفرج . يعتبر الملعب الرسمي الذي يخوض فيه نادي ليغيا وارسو مبارياته المنزلية. تم افتتاح الملعب في 9 أغسطس 1930.